# Lachen Gomchen Rinpoché
Lachen Gomchen Rinpoché
Tikputam Gomchen Kunzang Dechen Wangyal
Lachen Gomchen Rinpoché (né en 1867 à Namok (en), Sikkim - 1947) aussi appelé le Gomchen de Lachen, supérieur du monastère de Lachen, et Ngawang Kunzang Rinchen est un lama nyingmapa qui fut le maître spirituel d'Alexandra David-Néel en 1915. Il fut aussi un des grands maîtres rencontrés par Marco Pallis en 1936. En 1937, Anagarika Govinda le rencontra au Sikkim .